# Loc-Eguiner-Saint-Thégonnec
Loc-Eguiner-Saint-Thégonnec korábbi község Franciaországban, Finistère megyében. Lakosainak száma 320 fő (2018. január 1.). Loc-Eguiner-Saint-Thégonnec Commana, Guimiliau, Plounéour-Ménez, Saint-Sauveur és Saint-Thégonnec Loc-Eguiner községekkel határos.
2016. január 1-jén Saint-Thégonnec korábbi községgel egyesült és az így létrejött Saint-Thégonnec Loc-Eguiner új község része lett.

## Népesség
A település népességének változása:
| Lakosok száma | 418  | 381  | 332  | 319  | 336  | 322  | 325  | 336  | 317  | 320  |
|               | 1962 | 1968 | 1982 | 1990 | 1999 | 2008 | 2011 | 2013 | 2017 | 2018 |